# كاثرين بيكستوك
كاثرين جين كروزير بيكستوك (1970) هي عالمة لاهوت فلسفية إنجليزية. اشتهرت بإسهاماتها في الحركة الأرثوذكسية المتطرفة، وشغلت منصب أستاذية نوريس هولس للاهوت في جامعة كامبريدج منذ عام 2018، وزميلة ومعلمة في كلية إيمانويل بكامبريدج. كانت بيكستوك قبل ذلك أستاذة في الميتافيزيقا والنظرية الشعرية.

## الأعمال والموضوعات الرئيسية
ارتبطت بيكستوك منذ بداية حياتها المهنية بالحركة الأرثوذكسية المتطرفة، وذلك على أساس تعاونها مع جون ميلبانك، المشرف على رسالة دكتوراه بيكستوك في ذلك الوقت. يشبه عملها الأكاديمي عمل معلمها ولكنه يختلف عنه أحيانًا، فكلاهما يمكن التعرف عليهما على أنهما لاهوتيين متأثرين في «الأوغسطينية النقدية في فترة ما بعد الحداثة»، وفي النظرية الفرنسية في القرن العشرين والتقاليد الأفلاطونية المسيحية. تميل كتابات بيكستوك إلى أن تكون أكثر توجهًا نحو الأسئلة وأكثر تأكيدًا وأقل سردية؛ وذلك في نفس الوقت الذي يميل فيه عمل ميلبانك (خاصة كتاب علم اللاهوت والنظرية الاجتماعية) إلى التركيز على النقد التاريخي وإعادة سرد مشاريع المؤلفين الآخرين. يميل عملها أيضًا إلى البدء بشكل متكرر أكثر بالتأمل المباشر في كتابات أفلاطون، وهي مشاركة استمرت في متابعتها طوال حياتها المهنية.
ما يزال الموضوع السائد في كتابات بيكستوك حتى الآن هو الطريقة التي يشارك بها البشر في الخلق الإلهي من خلال اللغة. وجدت أربعة موضوعات فرعية مترابطة على الأقل تعبيرًا ضمن هذا النموذج في كتاباتها المختلفة، وهي الشعيرة الدينية، والموسيقى، والتكرار، والحقيقة. يتمثل الموضوع الأول بمعنى وأهمية الشعيرة الدينية، التي كانت موضوع أطروحة بيكستوك وكتابها الأول بعد الكتابة: في الإتمام الشعائري للفلسفة (1998). تجادل بيكستوك في الكتاب، وفي عدد من المقالات ذات الصلة، بأن اللغة هي «تمجيدية» بالأساس: «أي أن اللغة موجودة أساسًا، ولكن المعنى الوحيد لها في النهاية هو المدح الإلهي» (13). إن الخطاب الشعائري هو لغة بامتياز، وأن الابتعاد الحديث عن الترتيب الشعائري المنطوق نحو أنظمة ميتافيزيقية مكتوبة هو مفتاح فشل الفلسفة على مدى القرون القليلة الماضية. إن مسار العودة، كما تتصوره بيكستوك، يمر عبر نقد الحداثة في فترة ما بعد الحداثة (الفرنسية إلى حد كبير)، ثم يتخطى اللاهوت غير التأسيسي للقاء شعائري، أي المواجهة مع الوجود من خلال اللغة.
ارتبط الموضوع الثاني بشكل كبير لعمل بيكستوك بمكانة الموسيقى في الفكر الغربي. جادلت العديد من مقالات بيكستوك، وبناءً على أساس أطروحة أوغسطينوس بعنوان دي ميوزيكا، بأن الموسيقى هي «العلم الذي يقود إلى حد كبير نحو اللاهوت»، وذلك شريطة أن تُصَوَّر بشكل صحيح على أنها طريقة تأملية لقياس الواقع. فتح بعض الملحنين المعاصرين في القرن العشرين مثل أوليفييه مسيان وجيمس مكميلان إمكانيات عودة جذرية، في حين أن بعض المناهج الحديثة للموسيقى، كما روتها بيكستوك، تميل إلى تشويه طابعها الميتافيزيقي بطرق مختلفة.
ركزت بيكستوك في كثير من كتاباتها على الأهمية الميتافيزيقية لظاهرة التكرار في الموضوع الثالث. ذكرت بيكستوك هذه الفكرة بالفعل في كتاب بعد الكتابة، ولكنها ركزت عليها أيضًا بشكل مباشر في كتابها الصادر في عام 2013 بعنوان التكرار والهوية، والذي يبدأ بالادعاء بأننا نحدد هوياتنا بدقة في عملية تحديد هوية الآخرين. يرتبط تحديد الذات والآخر معًا بطريقة ما: «يبدو أن أفعال التعرف الخارجية، ووصولنا الداخلي إلى هوية محددة، تعتمد على بعضها البعض» (1). يقدم الكتاب رواية ظاهراتية لكيفية حدوث هذا التعريف المزدوج في التجربة البشرية، ويحدث بالضبط من خلال التكرار. أما بالنسبة لشكل الآخر، المكون من أي شيء يصادفه الشخص أو يُدركه، فإنه سيواجه المدرِك بشكل ضروري ومختلف في كل مرة، فيعود كل فعل من أفعال التعرف إلى هوية الآخر ولكن بطريقة جديدة، وبالتالي فإن كل اعتراف هو نفسه، ولكنه يختلف عن جميع التصورات السابقة. تُعرّفنا عادة التكرار في الاختلاف هذه بأن «فكرة الأشكال والقوى تتدفق إلينا من الخارج، وهناك تنتقل ذاتيًا وتعكس نفسها مرة أخرى»، وأن ذلك «يشكل نظرتنا الذاتية»، وإحساسنا بأنفسنا (17). إن هوية الآخر في الوقت نفسه، لكل شيء مُحَدَّد، تأتي إلى الوجود أكثر وأكثر من خلال التكرار للغة البشرية، والتي تضيف دائمًا تفاصيل وزوايا جديدة.
كان الموضوع الرئيسي الرابع في فكر بيكستوك هو ميتافيزيقيا الحقيقة. طورت بيكستوك في كتابها المشترك في عام 2001 بعنوان حقيقة الأكويني، بالإضافة إلى دراستها البحثية لعام 2020 بعنوان جوانب الحقيقة: ميتافيزيقا دينية جديدة، نهجًا للحقيقة يكون فلسفيًا ولاهوتيًا في آنٍ واحد، ولأنها تفكر أخيرًا بأن الخطابين لا يمكن فصلهما في الواقع. يوجد في قلب الكتاب الأخير الادعاء بأن «المقاربة المعرفية للحقيقة»، وهي الطريقة الحديثة السائدة التي تفكك بعناية أكبر شروط إمكانية الحقيقة، لا يمكنها في الواقع «تقديم الحقيقة». تُعزي بيكستوك ذلك إلى أن الحقيقة دائمًا ما تكون ميتافيزيقية بالفعل، في إشارة إلى طريقة الوجود فيما يتعلق بما هو موجود، وأنه لا يمكن الوصول إلى هذه العلاقة الأساسية بين العارف والمعرفة من خلال المسارات المعرفية. انطلقت بيكستوك من تفكيك ما بعد الحداثة لنظرية المعرفة الحديثة باعتقادها أن الوقت مناسب لعودة نظرية المعرفة إلى «المقاربات الميتافيزيقية في فترة ما قبل الحداثة للحقيقة بالنسبة لمثل هذه المناهج؛ وكتبت أن «الحقيقة تتطابق مع كونها "متعالية"، ومع ذلك فهي فائض عن الوجود، بقدر ما تعتبر نفسها على أنها واضحة ومعبّرة». يملك العارف البشري، فيما يتعلق بوجوده على ذلك النحو، شيئًا خاصًا به ليضيفه دائمًا، وجانبًا جديدًا، ومظهرًا جديدًا، وزاوية استقبال فردية. تنمو الحقيقة بذلك باستمرار، وتضيف إلى وديعة الوجود عن طريق التكرار المتباين.
يدور مشروع بيكستوك أخيرًا حول الطريقة التي تعمل بها التجربة البشرية، وخاصةً من خلال اللغة، والموسيقى، والفن لتوسيع الخلق إلى ما هو أبعد مما هو عليه الآن، والمشاركة في عمل الله الذي لن ينتهِ أبدًا.